# Atractus bocourti
Atractus bocourti — вид змій родини полозових (Colubridae). Мешкає в Андах. Вид названий на честь французького зоолога Марі Фірмена Бокура.

## Поширення і екологія
Atractus bocourti мешкають на західних схилах Анд в Еквадорі і Перу (на південь до Уанкавеліки), а також спостерігалися в Колумбії. Вони живуть у вологих гірських тропічних лісах. Зустрічаються на висоті від 2000 до 3130 м над рівнем моря.